# Cámara de cajón

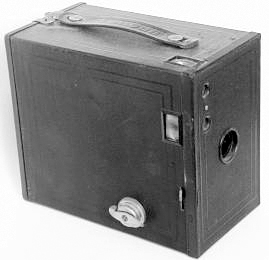
Cámara de cajón clásica.

Una cámara de cajón es una cámara fotográfica en su expresión más simple, dejando de lado a las cámaras estenopeicas. Este tipo de cámaras fueron muy populares en el siglo XIX y las variantes que usan película fotográfica en carrete fueron comunes entre aficionados hasta mediados de los años 1950.
Las cámaras de cajón clásicas tienen la forma de una caja; de ahí el nombre. Estas cámaras tiene un objetivo muy simple que consiste usualmente en un lente menisco. Generalmente no permiten regular la apertura o la velocidad de obturación, así como tampoco cambiar la distancia del foco, lo que las convierte en cámaras de foco fijo. Estas características las hacen útiles únicamente para la fotografía en exteriores en días soleados.
En los años 1950 se comenzaron a comercializar las cámaras de cajón con flash, permitiendo la fotografía en interiores.
A pesar del nombre de esta categoría de cámaras fotográficas, hay otros tipos de cámaras basadas en el mismo concepto:
- La cámara Kodak No. 1, comercializadas exitosamente por Kodak, que utiliza película en carrete.
- Las cámaras Brownie de Kodak, una larga serie de cámaras que también utilizan películas en carrete.
- La cámara Ansco Panda, competencia directa de las Brownie de Kodak.
- La mayor parte de las cámaras en la serie Instamatic de Kodak, incluyendo cámaras que utilizan película fotográfica de formato 126 y formato 110.
- Las actuales cámaras desechables.
- Algunos modelos de cámaras de fotos de juguete.
- Video: Cámara de cajón del año 1920 utilizada por un fotógafo de plaza.